# Монастырь Бхено Нораванк
Монастырь Бхено Нораванк (арм. Բղենո-Նորավանք) — монастырь в Армении, провинция Сюник. Основан в 1062 году.
Монастырь состоит из небольшой церкви, богато украшенной рельефами на библейские мотивы. Несмотря на малые размеры, монастырь своим самобытным и величественным видом представляет собой один из шедевров средневековой армянской архитектуры.

## Место расположения
Покрытая густыми лесами горная цепь, которая разделяет районы Гориса и Капана слегка спускается до ущелья реки Воротан и соединяется с горной цепью на правом берегу реки, которая достигнув села Багаджур идет на юг, а река продолжает свой путь. Монастырь стоит на участке треугольной формы, напоминающем естественную террасу, которая окружена лесистыми ущельями. Монастырский комплекс Бхено Нораванк основан в XI веке. Здание монастыря отличается оригинальной архитектурой и изобилует искусно выполненным резным каменным декором. Западный вход оформлен изящными скульптурными украшениями. На стенах церковного здания с внешней стороны имеются барельефы, изображающие сцены из жизни Иисуса Христа. Из восьми изначально существовавших подобных плит-барельефов до наших дней сохранились лишь две: «Евангелие» и «Вознесение».

## Открытие
Монастырь был построен в X веке. Но из-за своего отдаленного местонахождения о нём долго ничего не было известно и он случайно был обнаружен в 1920 году известным писателем-прозаиком Акселем Бакунцем.

## Описание
Снаружи монастырь имеет квадратную форму высотой 6м. Здание разделено на четыре прямоугольника. Три из этих прямоугольника расположены параллельно, причем по середине прямоугольник более широкий и представляет собой церковь, а по сторонам расположены ризницы. С западной стороны находиться четвёртый прямоугольник, которая является притвором.
Притвор и парадный вход в церковь наиболее богато украшенные части монастыря. Особо стоит отметить парадный вход, который своим исполнением является редкостью в армянской архитектуре. Рама состоит из пяти крупных камней – по две по сторонам и один на верху, которые украшены изысканной резьбой.
Несмотря на скромные размеры, внутри церковь оставляет впечатление просторного и высокого здания с обилием света и воздуха.

## Галерея

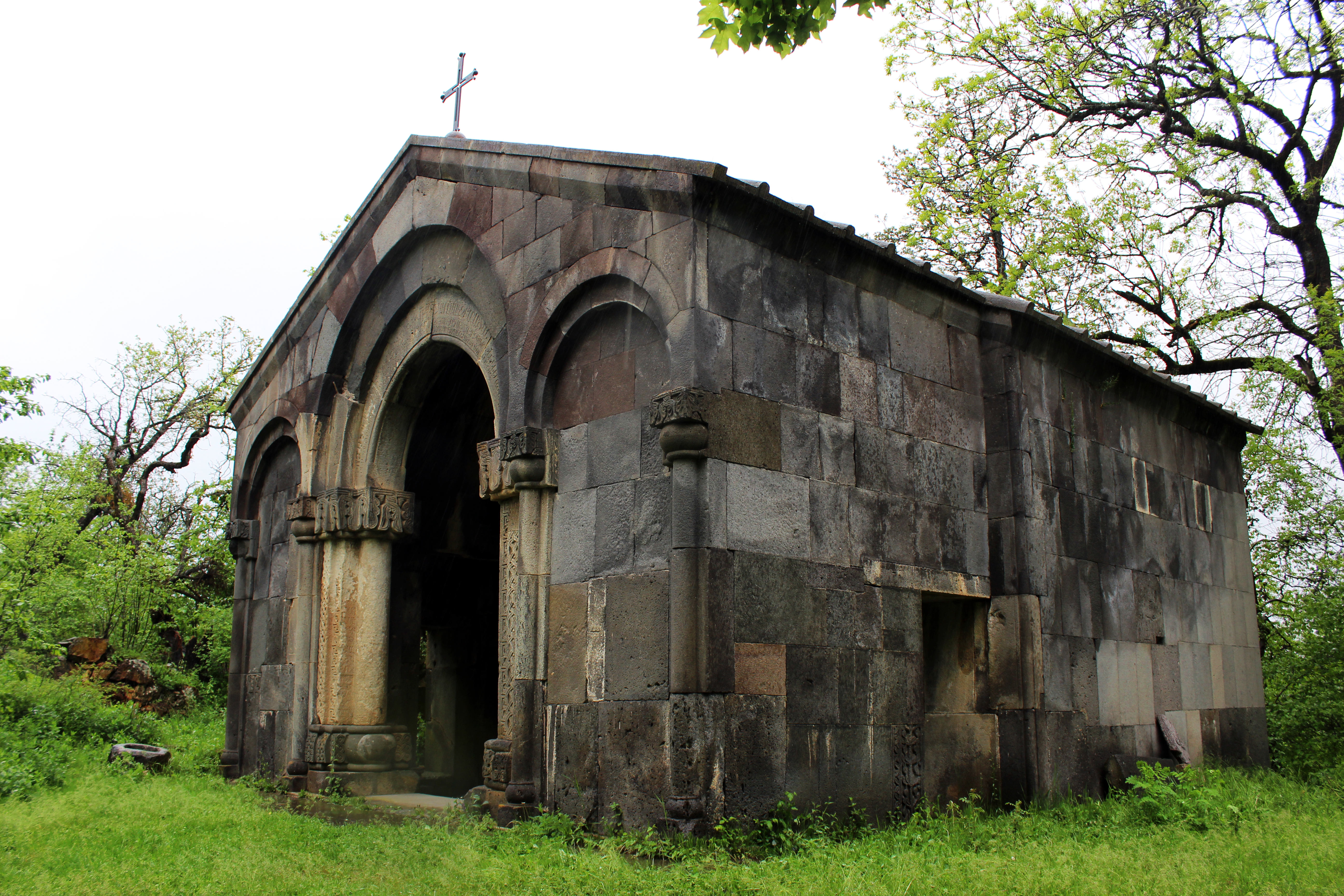
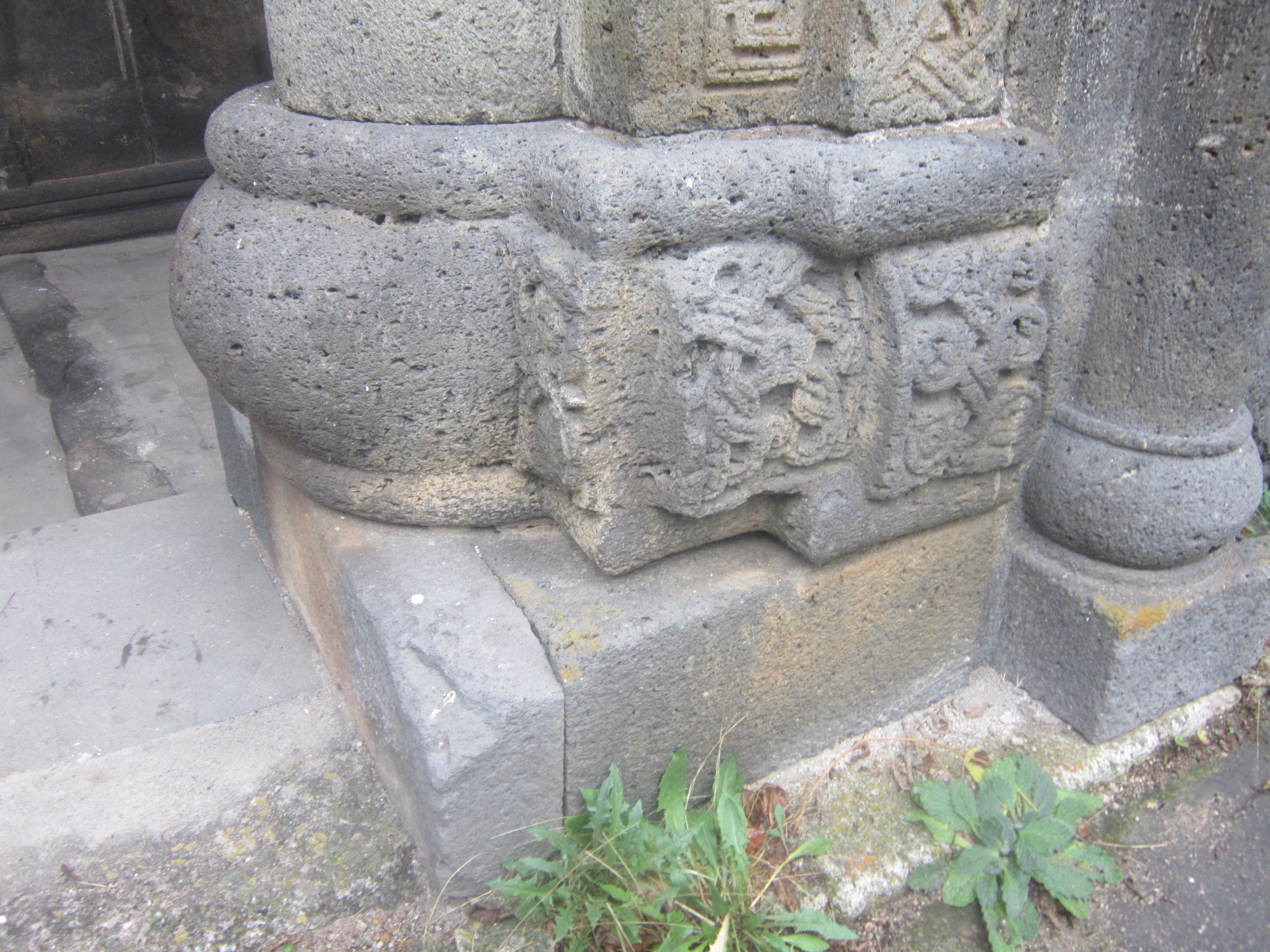
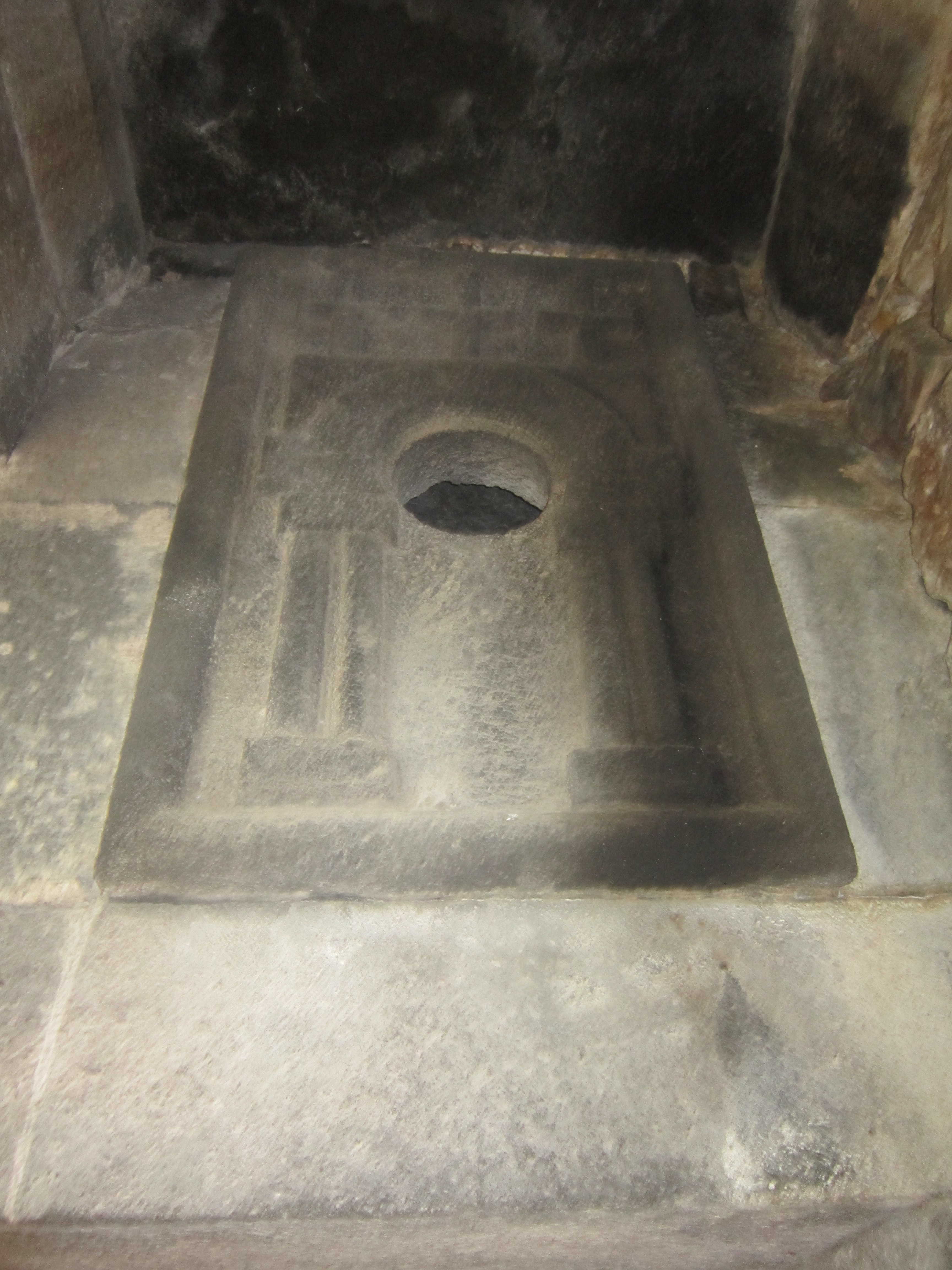
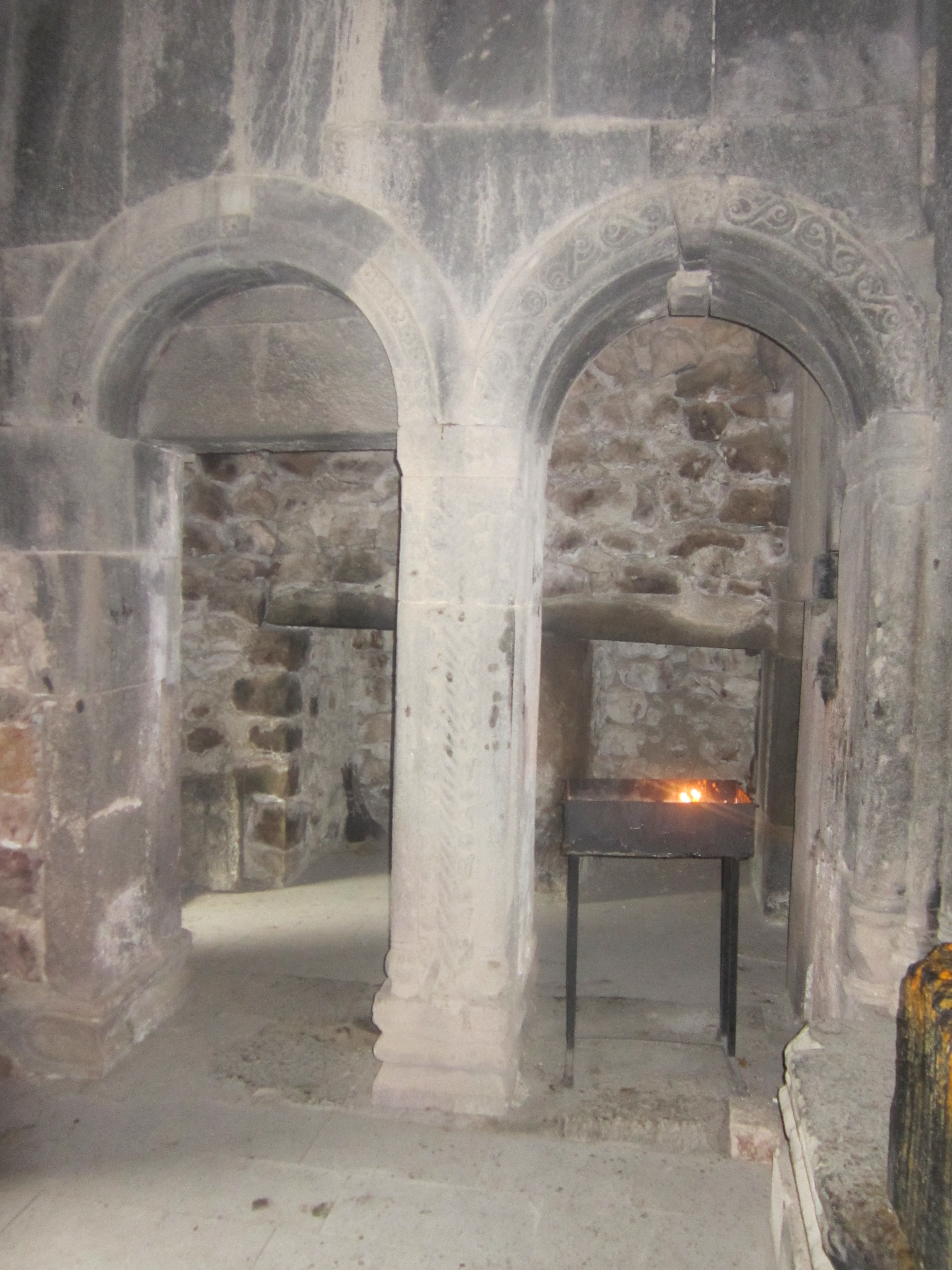
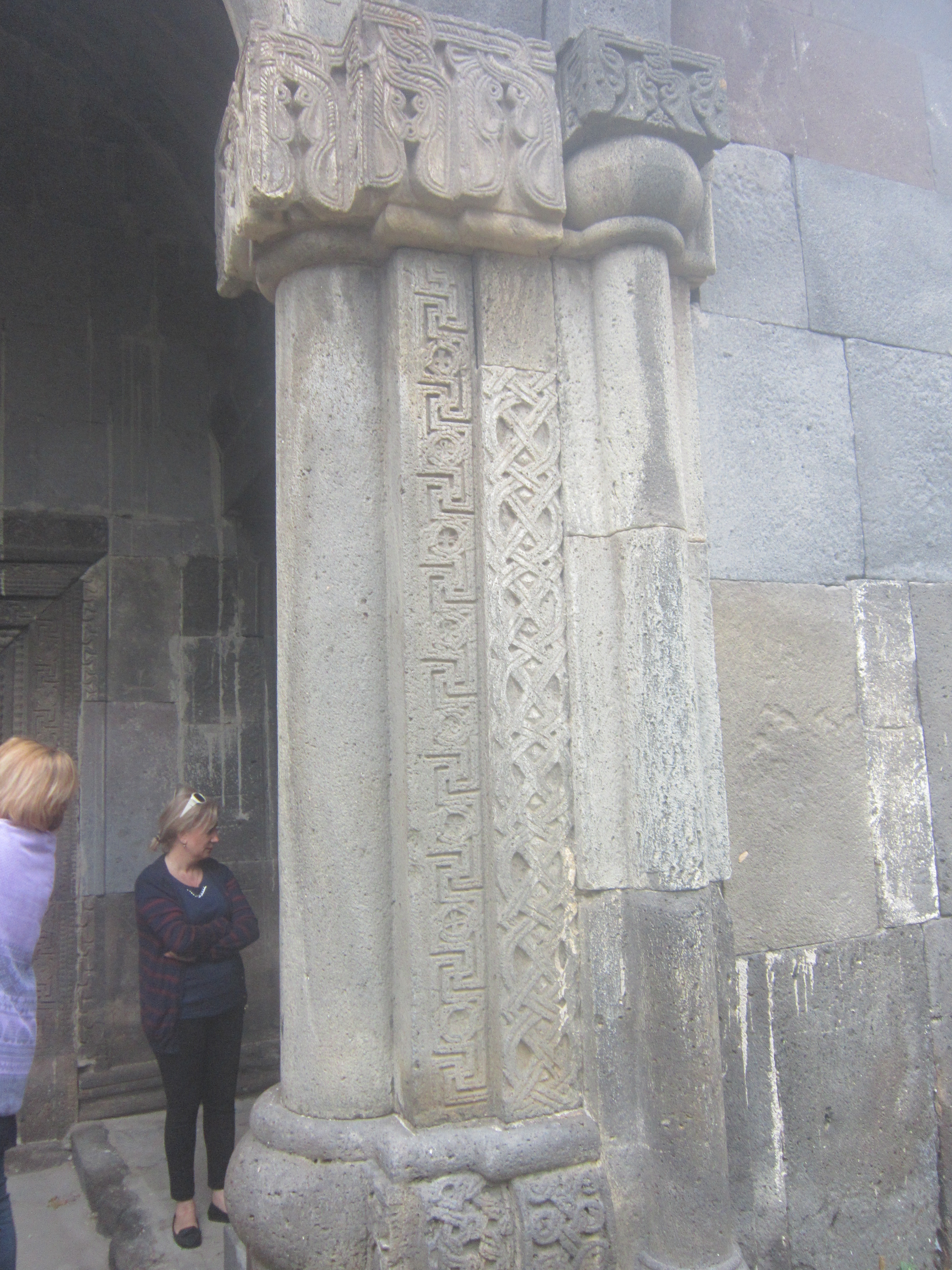